# خرس برادر
خرس برادر (به انگلیسی: Brother Bear) یک پویانمایی آمریکایی در سبک خانوادگی - ماجراجویی است که به کارگردانی آرون بلیز و رابرت واکر در سال ۲۰۰۳ و به تهیه‌کنندگی شرکت والت دیزنی تولید شده‌است. صداپیشگانی چون ریک مورانیس، جرمی سوآرز و واکین فینیکس در این انیمیشن به جای شخصیت‌های اصلی صحبت کرده‌اند. انیمیشن خرس برادر در تاریخ ۲۰ اکتبر سال ۲۰۰۳ میلادی در کشور آمریکا به نمایش عموم درآمده است.

## داستان
شکارچی جوان بنام «کینای»، برای تفریح خرسی را می‌کشد. بعد از این اتفاق او به شکل اسرار آمیز به یک خرس تبدیل می‌شود تا مجازات عملی که انجام داده را ببیند و …